# Kłopoty z blondynką
Kłopoty z blondynką (ang. My Sassy Girl) – amerykańska komedia romantyczna z 2008 roku w reżyserii Yanna Samuella. Remake południowokoreańskiego oryginału pt. Yeopgijeogin geunyeo (2001). Główne role w filmie zagrali Jesse Bradford i Elisha Cuthbert. Zdjęcia kręcono w Nowym Jorku.

## Fabuła
Charlie (Jesse Bradford) jest studentem, który prowadzi spokojny tryb życia. Pewnego dnia na stacji metra ratuje życie Jordan (Elisha Cuthbert), która okazuje się zwariowaną i pełną życia dziewczyną. Charlie i Jordan spotykają się, po czym zakochują i rozstają, by po roku znowu spotkać na umówionym spotkaniu z matką zmarłego narzeczonego Jordan i jednocześnie ciotką Charlie.

## Główne role
- Elisha Cuthbert - Jordan Roark
- Jesse Bradford - Charlie Bellow
- Austin Basis - Leo
- Chris Sarandon - Dr Roark
- Jay Patterson - Roger Bellow
- Joanna Gleason - Kitty/Ciotka Sally